# BMW iX
Pour les articles homonymes, voir IX.

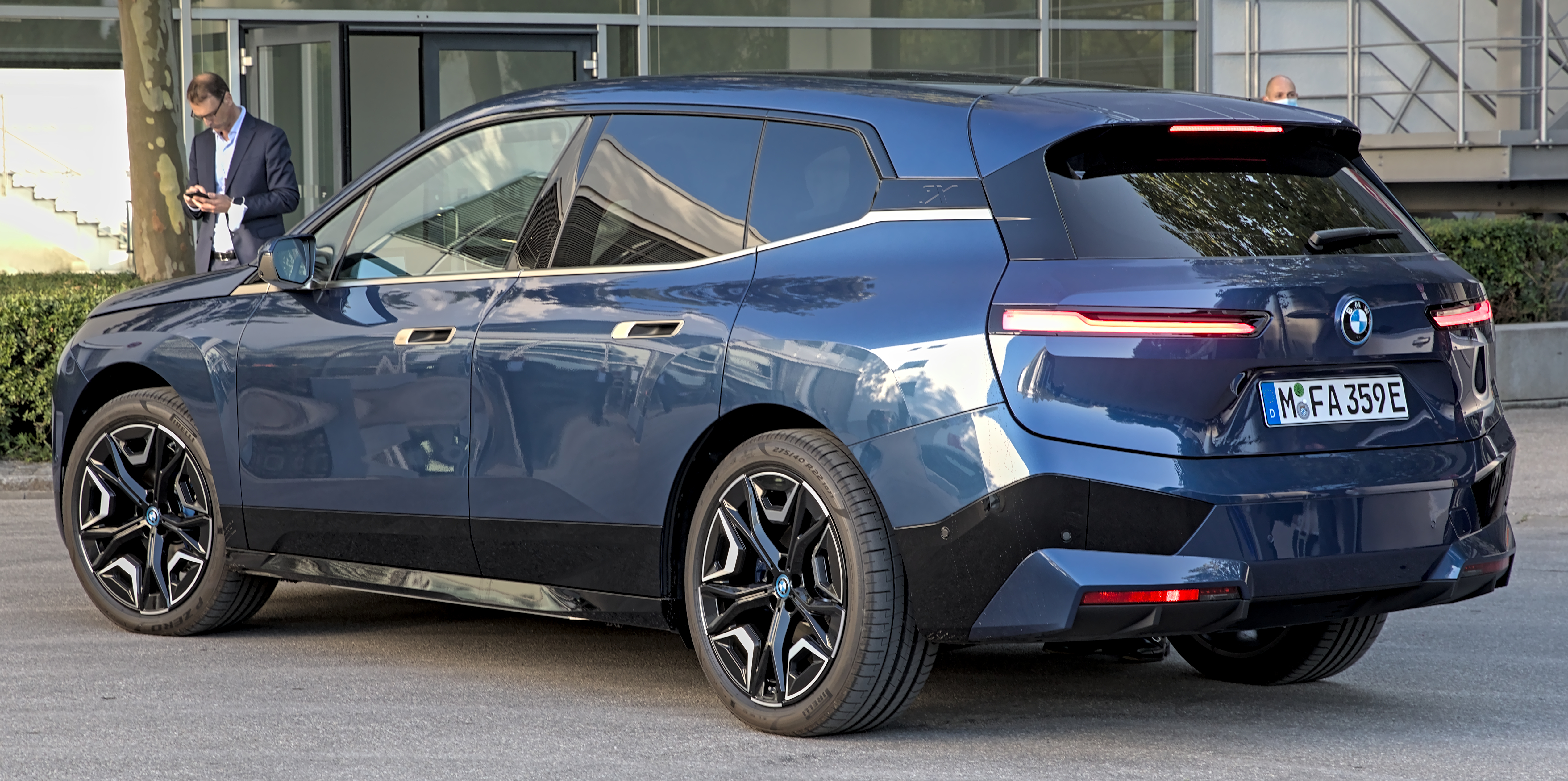
Vue arrière

La BMW iX est un grand SUV électrique haut de gamme produit par le constructeur automobile allemand BMW depuis la fin de l'année 2021.

## Présentation
La BMW iX est dévoilée le 11 novembre 2020. Elle est un grand SAV électrique familial qui rejoint la gamme des SUV BMW, deux ans après l'immense X7. Elle est le quatrième véhicule électrique du constructeur, après la BMW i3 produite depuis 2013, puis le coupé 4 portes i4 et le SUV iX3 commercialisés eux aussi en 2021.
L'iX reçoit une instrumentation numérique composée d'écrans incurvés ainsi qu'un volant de forme octogonale.

## Caractéristiques techniques
Le SAV repose sur la plateforme technique modulaire GEN 5 destinée aux véhicules électriques du groupe BMW.
Avec une longueur de 4,95 mètres, l'iX est à peu près aussi long que le BMW X5, avec un empattement 3,00 mètres plus long. Un cadre en aluminium et du plastique renforcé de fibres de carbone sont utilisés pour la carrosserie. Cela signifie que la masse n'est pas supérieure à celle du Mercedes-Benz EQC plus court de 19 cm,. Les vitres des portes sont sans cadre. Sur demande, un toit en verre panoramique électrochrome peut être installé, dont la transmission lumineuse peut être adaptée aux conditions extérieures.

### Technologie

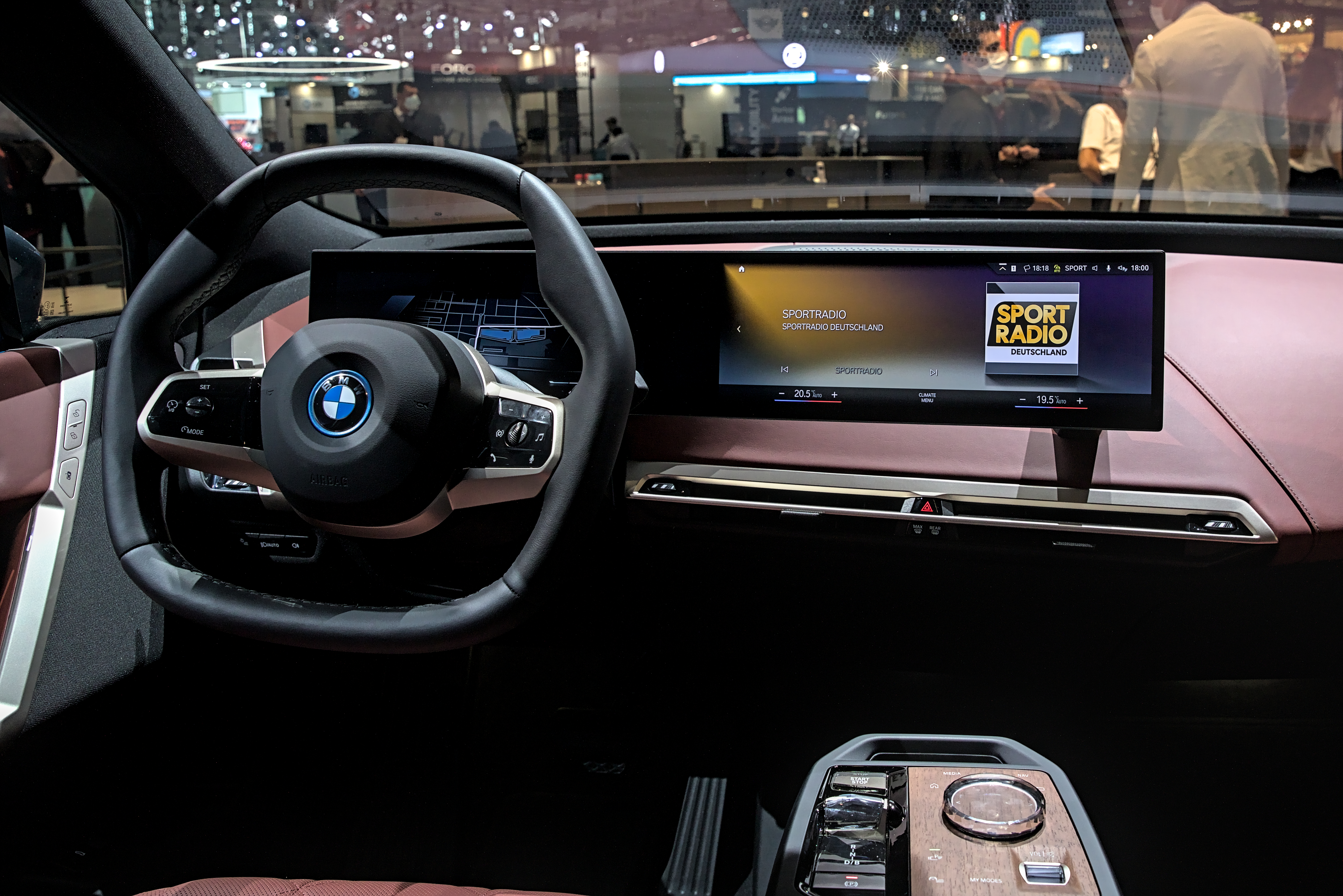
Intérieur

Pour une image soignée à l'intérieur, le nombre d'interrupteurs est réduit de moitié, dont certains sont cachés, d'autres peuvent être contrôlés par la voix. Les haut-parleurs ne sont pas visibles. Les surfaces sont également utilisées pour le chauffage. L'affichage du tableau de bord est légèrement incurvé ("Curved Display"). Semblable au concept, l'iX a un volant aplati, similaire à celui de nombreuses voitures de course,. Étant donné que le tunnel central peut être supprimé grâce au moteur électrique, il y a un espace pour les pieds relativement important à l'arrière.
L'iX est également conçu pour la conduite autonome de niveau 3 : Par rapport aux modèles précédents, la puissance de calcul plus élevée permet de traiter des volumes de données environ 20 fois plus importants. Les capteurs sont plus puissants et compatibles avec la norme cellulaire 5G. Une grande partie de la technologie des capteurs requise est située derrière ce qu'on appelle le «haricot».

### Design
Entre autres choses, l'iX se distingue par ses «phares extrêmement étroits et une calandre énorme et étrangement comprimée» (welt.de). Le design a été beaucoup discuté dans les médias. BMW a d'abord répondu aux critiques avec un film publicitaire citant les critiques, puis le 16 novembre 2020 sur Twitter avec « OK, Boomer. Quelle est votre raison de ne pas changer ?". Environ cinq jours plus tard, BMW s'est excusé pour cette réponse.

### Durabilité
L'iX doit être exclusivement produit avec des énergies renouvelables. Aucune terre rare n'est utilisée pour les moteurs électriques, du bois et du cuir certifiés FSC qui ont été traités en surface avec des agents naturels ainsi qu'une plus grande proportion de plastiques recyclés sont utilisés à l'intérieur.

### Batterie
L'iX peut être chargé en courant continu jusqu'à 195 kW via système de charge continu. De cette façon, l'énergie peut être injectée en dix minutes pour une distance d'environ 170km https://www.bmw.fr/fr/voiture-electrique/recharge-publique.html

## Concept car
Le BMW iX est préfiguré par le concept car de SAV BMW Vision iNext concept présenté au Mondial Paris Motor Show 2018.
Le Vision iNext est doté de portes antagonistes et sans pieds de milieu, de jantes de 24 pouces et à l'intérieur il reçoit deux immenses écrans sur sa planche de bord.